# Clermont-l'Hérault
Pour les articles homonymes, voir Clermont.
Clermont-l'Hérault (en occitan Clarmont d'Erau) est une commune française située dans le centre du département de l'Hérault, en région Occitanie.
Exposée à un climat méditerranéen, elle est drainée par la Lergue, le Salagou, le Garel, le Ronel, le ruisseau de Creissels, le ruisseau du Lieutre et par divers autres petits cours d'eau. La commune possède un patrimoine naturel remarquable : un site Natura 2000 (« le Salagou ») et huit zones naturelles d'intérêt écologique, faunistique et floristique.
Clermont-l'Hérault est une commune urbaine qui compte 9 372 habitants en 2022, après avoir connu une forte hausse de la population depuis 1975. Elle est ville-centre de l'agglomération de Clermont-l'Hérault et fait partie de l'aire d'attraction de Montpellier. Ses habitants sont appelés les Clermontais et Clermontaises.

## Géographie
Chef-lieu de canton, Clermont-l'Hérault est situé à 48 km environ à l'ouest de Montpellier, à mi-chemin entre la mer Méditerranée au sud et le parc national des Cévennes au nord.

### Hydrographie
La Lergue, le Salagou, le ruisseau des Servières sont les principaux cours d'eau qui traversent la commune.

### Communes limitrophes
Les communes limitrophes sont Le Bosc, Brignac, Canet, Celles, Ceyras, Lacoste, Liausson, Mourèze, Nébian, Octon et Villeneuvette.
| Celles (8.21 / 22,91 km)                           | Lacoste (2.31 / 3,73 km) | Ceyras (2.93 / 4,42 km)  |
| Liausson (4.98 / 6,74 km) Mourèze (6.00 / 7,66 km) | Clermont-l'Hérault       | Brignac (3.42 / 5,25 km) |
| Villeneuvette (3.00 / 3,42 km)                     | Nébian (2.20 / 3,61 km)  | Canet (5.46 / 6,84 km)   |

### Climat
Pour des articles plus généraux, voir Climat de l'Occitanie et Climat de l'Hérault.
En 2010, le climat de la commune est de type climat méditerranéen franc, selon une étude s'appuyant sur une série de données couvrant la période 1971-2000. En 2020, Météo-France publie une typologie des climats de la France métropolitaine dans laquelle la commune est exposée à un climat méditerranéen et est dans la région climatique Provence, Languedoc-Roussillon, caractérisée par une pluviométrie faible en été, un très bon ensoleillement (2 600 h/an), un été chaud (21,5 °C), un air très sec en été, sec en toutes saisons, des vents forts (fréquence de 40 à 50 % de vents > 5 m/s) et peu de brouillards.
Pour la période 1971-2000, la température annuelle moyenne est de 14,4 °C, avec une amplitude thermique annuelle de 16,4 °C. Le cumul annuel moyen de précipitations est de 779 mm, avec 6,8 jours de précipitations en janvier et 2,7 jours en juillet. Pour la période 1991-2020, la température moyenne annuelle observée sur la station météorologique la plus proche, située sur la commune de Saint-André-de-Sangonis à 6,16 km à vol d'oiseau, est de 15,5 °C et le cumul annuel moyen de précipitations est de 652,4 mm,. Pour l'avenir, les paramètres climatiques de la commune estimés pour 2050 selon différents scénarios d'émission de gaz à effet de serre sont consultables sur un site dédié publié par Météo-France en novembre 2022.

### Milieux naturels et biodiversité

#### Réseau Natura 2000

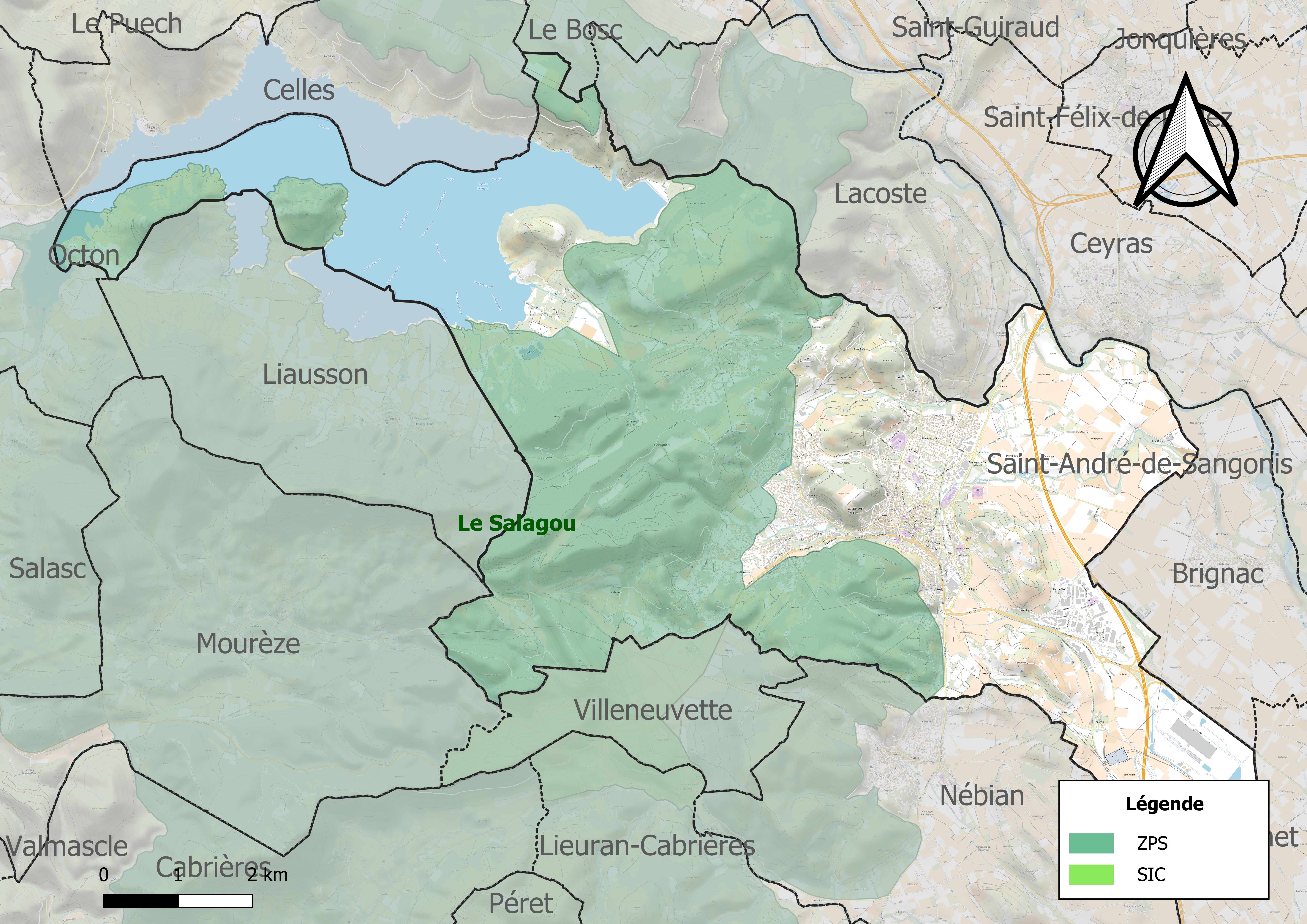
Sites Natura 2000 sur le territoire communal.

Le réseau Natura 2000 est un réseau écologique européen de sites naturels d'intérêt écologique élaboré à partir des directives habitats et oiseaux, constitué de zones spéciales de conservation (ZSC) et de zones de protection spéciale (ZPS).
Un site Natura 2000 a été défini sur la commune au titre de la directive oiseaux, d’une superficie de 12 794 ha, effectuant la transition entre la plaine languedocienne et les premiers contreforts de la montagne Noire et du Larzac. Outre l'aigle de Bonelli, trois autres espèces d'oiseaux ont également été prises en compte dans la délimitation de la ZPS, l'Outarde canepetière, le Blongios nain et le Busard cendré.

#### Zones naturelles d'intérêt écologique, faunistique et floristique
L’inventaire des zones naturelles d'intérêt écologique, faunistique et floristique (ZNIEFF) a pour objectif de réaliser une couverture des zones les plus intéressantes sur le plan écologique, essentiellement dans la perspective d’améliorer la connaissance du patrimoine naturel national et de fournir aux différents décideurs un outil d’aide à la prise en compte de l’environnement dans l’aménagement du territoire.
Cinq ZNIEFF de type 1 sont recensées sur la commune :
- l'« embouchure de la rivière du Salagou » (24 ha), couvrant 2 communes du département[14] ;
- le « massif de la Ramasse » (391 ha), couvrant 3 communes du département[15] ;
- les « plateaux de l'Auverne et du puech Rouch » (800 ha), couvrant 5 communes du département[16] ;
- les « Ruffes du Salagou » (1 170 ha), couvrant 5 communes du département[17] ;
- la « vallée de la Lergue » (225 ha), couvrant 8 communes du département[18] ;

et trois ZNIEFF de type 2, :
- le « bassin du Salagou » (8 089 ha), couvrant 12 communes du département[19] ;
- le « cours moyen de l'Hérault et de la Lergue » (976 ha), couvrant 22 communes du département[20] ;
- le « massif de Mourèze et la plaine agricole et garrigues de Péret » (8 126 ha), couvrant 13 communes du département[21].

Carte des ZNIEFF de type 1 et 2 à Clermont-l'Hérault.
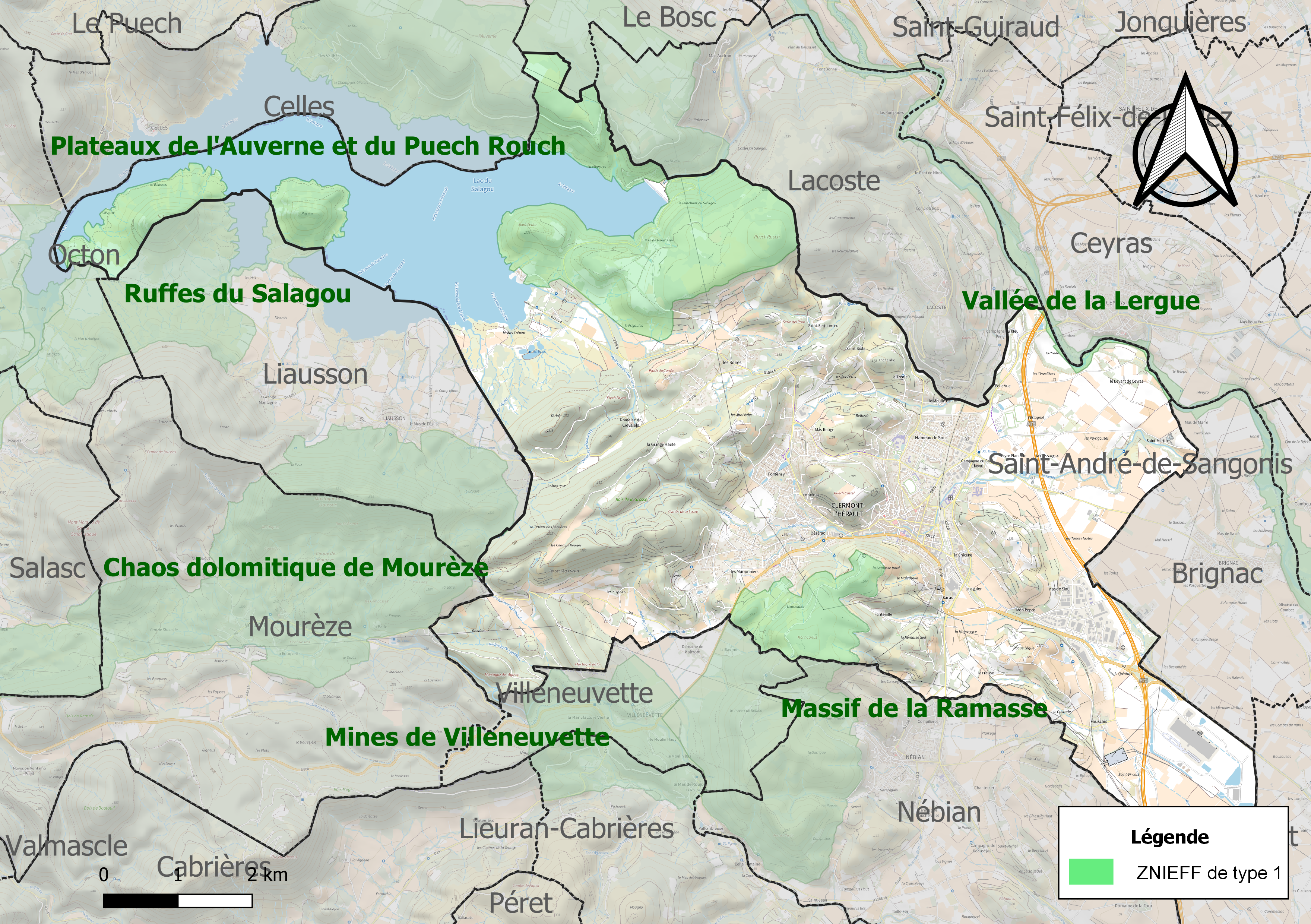
Carte des ZNIEFF de type 1 sur la commune.
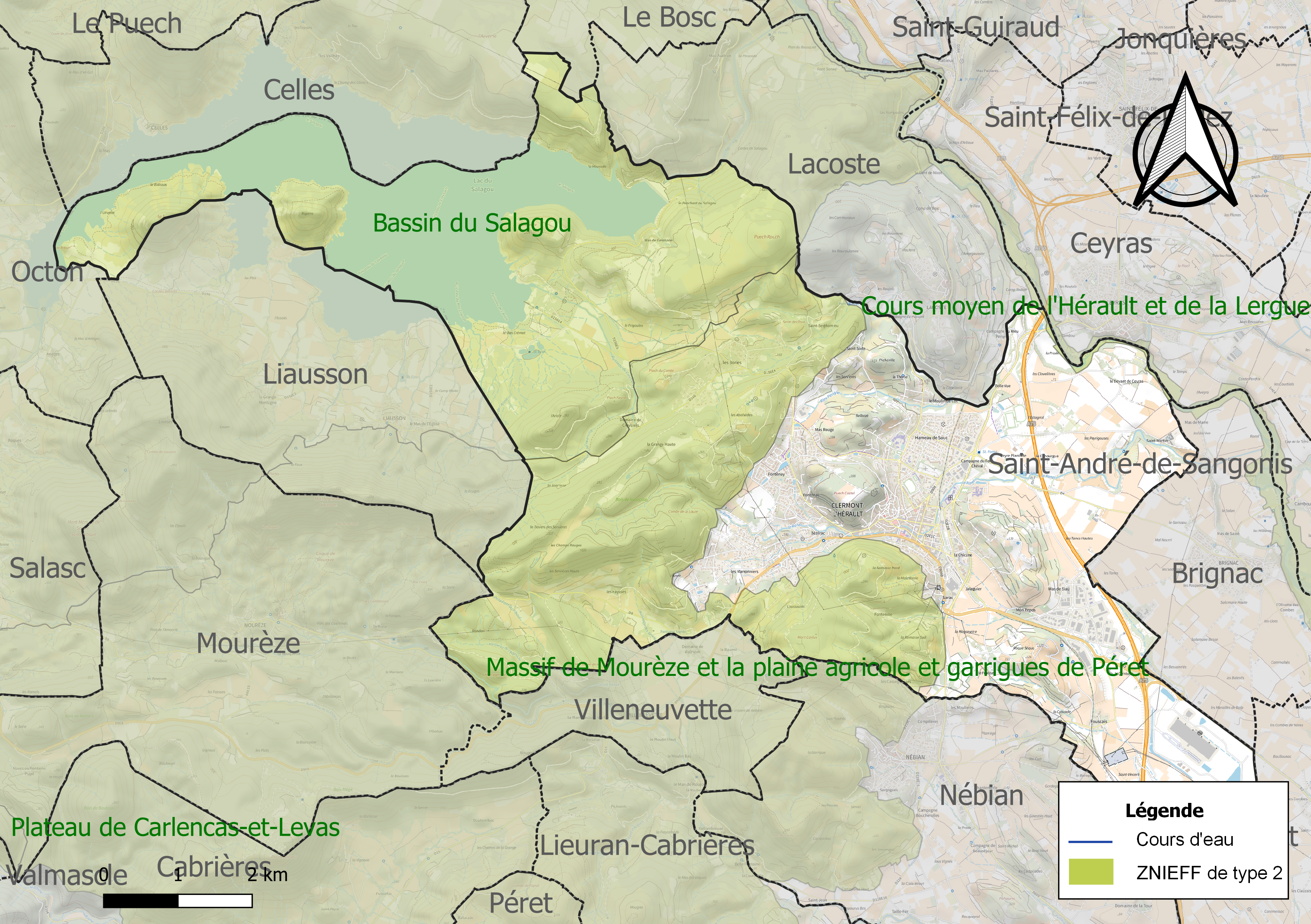
Carte des ZNIEFF de type 2 sur la commune.

## Urbanisme

### Typologie
Au 1er janvier 2024, Clermont-l'Hérault est catégorisée centre urbain intermédiaire, selon la nouvelle grille communale de densité à sept niveaux définie par l'Insee en 2022.
Elle appartient à l'unité urbaine de Clermont-l'Hérault, une agglomération intra-départementale regroupant trois  communes, dont elle est ville-centre,,. Par ailleurs la commune fait partie de l'aire d'attraction de Montpellier, dont elle est une commune de la couronne,. Cette aire, qui regroupe 161 communes, est catégorisée dans les aires de 700 000 habitants ou plus (hors Paris),.

### Occupation des sols
L'occupation des sols de la commune, telle qu'elle ressort de la base de données européenne d’occupation biophysique des sols Corine Land Cover (CLC), est marquée par l'importance des territoires agricoles (40,2 % en 2018), en diminution par rapport à 1990 (49,1 %). La répartition détaillée en 2018 est la suivante :
cultures permanentes (23,8 %), milieux à végétation arbustive et/ou herbacée (20,2 %), zones agricoles hétérogènes (16,2 %), forêts (14,9 %), eaux continentales (12,4 %), zones urbanisées (9,1 %), zones industrielles ou commerciales et réseaux de communication (2,3 %), espaces ouverts, sans ou avec peu de végétation (0,8 %), prairies (0,3 %). L'évolution de l’occupation des sols de la commune et de ses infrastructures peut être observée sur les différentes représentations cartographiques du territoire : la carte de Cassini (XVIIIe siècle), la carte d'état-major (1820-1866) et les cartes ou photos aériennes de l'IGN pour la période actuelle (1950 à aujourd'hui).

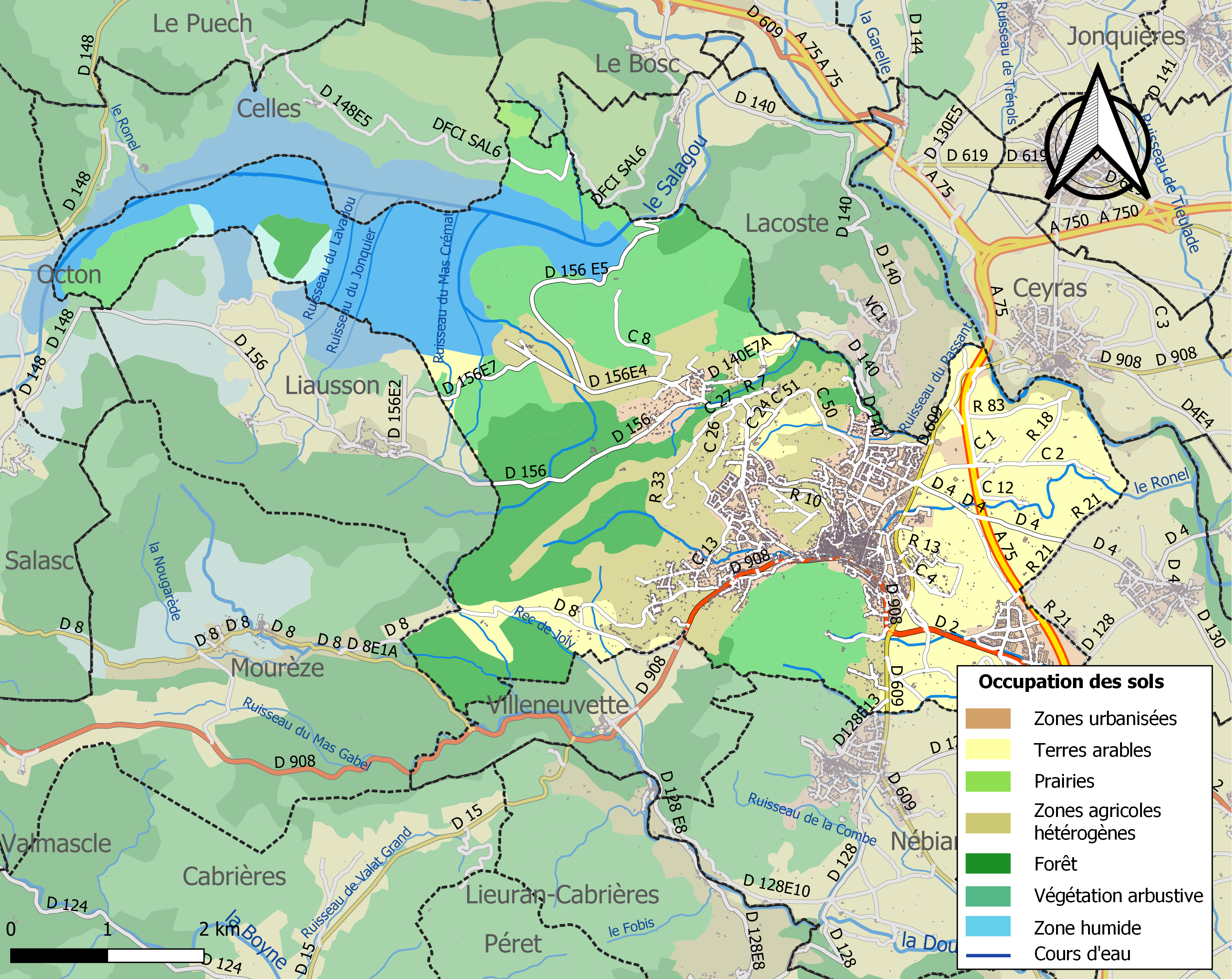
Carte des infrastructures et de l'occupation des sols de la commune en 2018 (CLC).

### Risques majeurs
Le territoire de la commune de Clermont-l'Hérault est vulnérable à différents aléas naturels : météorologiques (tempête, orage, neige, grand froid, canicule ou sécheresse), inondations, feux de forêts, mouvements de terrains et séisme (sismicité faible). Il est également exposé à trois risques technologiques, le transport de matières dangereuses et  le risque industriel et la rupture d'un barrage, et à deux risques particuliers : le risque minier et le risque de radon. Un site publié par le BRGM permet d'évaluer simplement et rapidement les risques d'un bien localisé soit par son adresse soit par le numéro de sa parcelle.

#### Risques naturels
Certaines parties du territoire communal sont susceptibles d’être affectées par le risque d’inondation par débordement de cours d'eau, notamment la Lergue et le Salagou. La commune a été reconnue en état de catastrophe naturelle au titre des dommages causés par les inondations et coulées de boue survenues en 1982, 1990, 1994, 2003, 2006, 2014, 2015, 2016 et 2019,.
Clermont-l'Hérault est exposée au risque de feu de forêt. Un plan départemental de protection des forêts contre les incendies (PDPFCI) a été approuvé en juin 2013 et court jusqu'en 2022, où il doit être renouvelé. Les mesures individuelles de prévention contre les incendies sont précisées par deux arrêtés préfectoraux et s’appliquent dans les zones exposées aux incendies de forêt et à moins de 200 mètres de celles-ci. L’arrêté du 25 avril 2002 réglemente l'emploi du feu en interdisant notamment d’apporter du feu, de fumer et de jeter des mégots de cigarette dans les espaces sensibles et sur les voies qui les traversent sous peine de sanctions. L'arrêté du 11 mars 2013 rend le débroussaillement obligatoire, incombant au propriétaire ou ayant droit,.

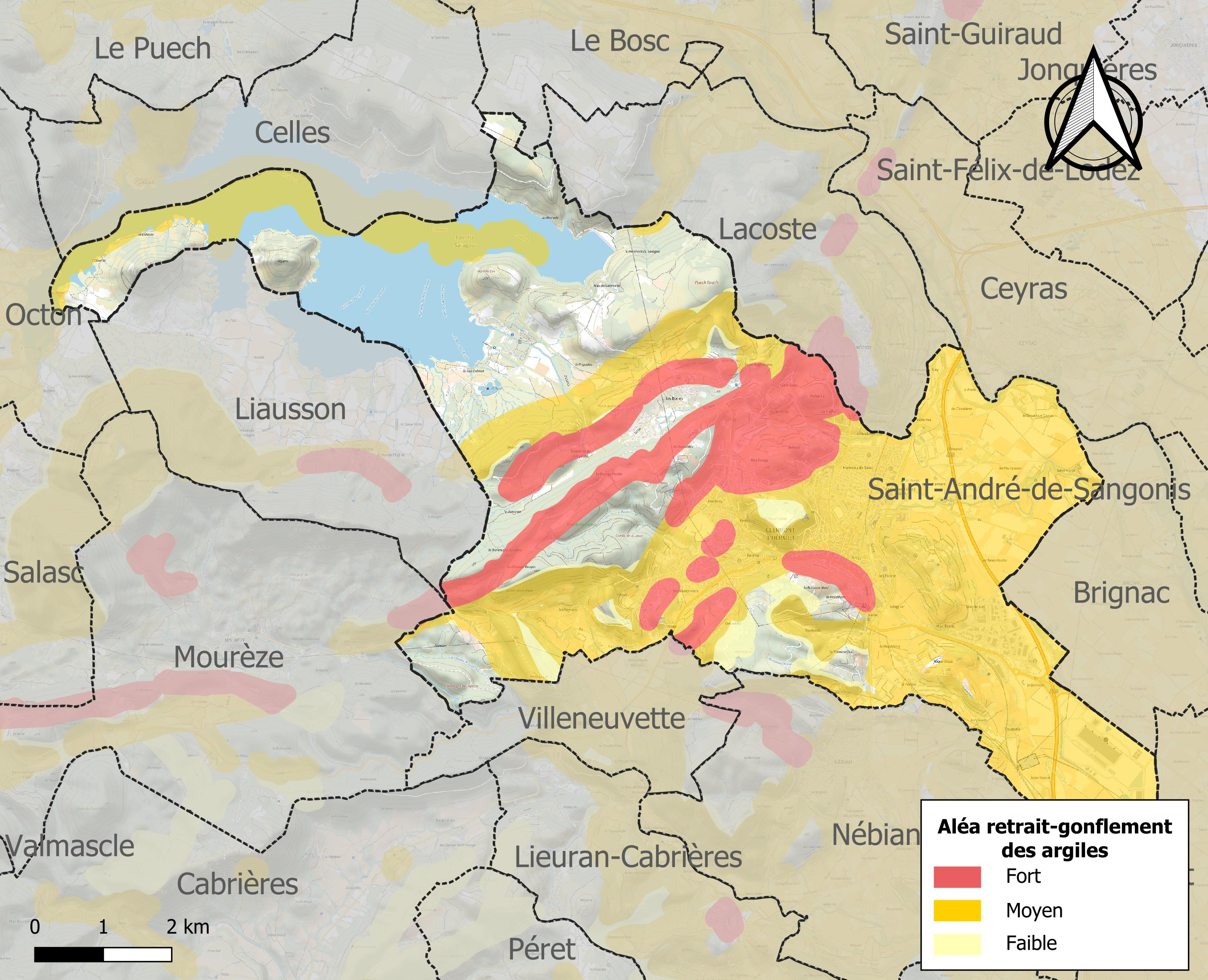
Carte des zones d'aléa retrait-gonflement des sols argileux de Clermont-l'Hérault.

La commune est vulnérable au risque de mouvements de terrains constitué principalement du retrait-gonflement des sols argileux. Cet aléa est susceptible d'engendrer des dommages importants aux bâtiments en cas d’alternance de périodes de sécheresse et de pluie. 63,5 % de la superficie communale est en aléa moyen ou fort (59,3 % au niveau départemental et 48,5 % au niveau national). Sur les 2 343 bâtiments dénombrés sur la commune en 2019, 2 218 sont en aléa moyen ou fort, soit 95 %, à comparer aux 85 % au niveau départemental et 54 % au niveau national. Une cartographie de l'exposition du territoire national au retrait gonflement des sols argileux est disponible sur le site du BRGM,.
Par ailleurs, afin de mieux appréhender le risque d’affaissement de terrain, l'inventaire national des cavités souterraines permet de localiser celles situées sur la commune.

#### Risques technologiques
La commune est exposée au risque industriel du fait de la présence sur son territoire d'une entreprise soumise à la directive européenne SEVESO.
Le risque de transport de matières dangereuses sur la commune est lié à sa traversée par des infrastructures routières ou ferroviaires importantes ou la présence d'une canalisation de transport d'hydrocarbures. Un accident se produisant sur de telles infrastructures est susceptible d’avoir des effets graves sur les biens, les personnes ou l'environnement, selon la nature du matériau transporté. Des dispositions d’urbanisme peuvent être préconisées en conséquence.
La commune est en outre située en aval du Barrage du Salagou, un ouvrage de classe A sur le Salagou, mis en service en 1968 et disposant d'une retenue de 102 millions de mètres cubes. À ce titre elle est susceptible d’être touchée par l’onde de submersion consécutive à la rupture de cet ouvrage.

#### Risque particulier
L’étude Scanning de Géodéris réalisée en 2008 a établi pour le département de l’Hérault une identification rapide des zones de risques miniers liés à l’instabilité des terrains. Elle a été complétée en 2015 par une étude approfondie sur les anciennes exploitations minières du bassin houiller de Graissessac et du district polymétallique de Villecelle. La commune est ainsi concernée par le risque minier, principalement lié à l’évolution des cavités souterraines laissées à l’abandon et sans entretien après l’exploitation des mines.
Dans plusieurs parties du territoire national, le radon, accumulé dans certains logements ou autres locaux, peut constituer une source significative d’exposition de la population aux rayonnements ionisants. Certaines communes du département sont concernées par le risque radon à un niveau plus ou moins élevé. Selon la classification de 2018, la commune de Clermont-l'Hérault est classée en zone 3, à savoir zone à potentiel radon significatif.

## Toponymie
Étymologiquement, Clermont est tiré du latin « Clarus Mons » (en occitan « Clarmont ») probablement en raison de sa situation de colline orientée vers le soleil levant.
On retrouve dans les textes diverses mentions : « via publica mercatorum Claromontensium  » (vers 1140), « apud Claromontem castrum » (1158), « lo castel de Clarmon » (1161), « Clermont de Lodève » (1529), etc
La ville qui se nommait sous l’Ancien Régine « Clermont-Lodève » ou « Clermont de Lodève » prend le nom de « Clermont de l’Hérault » au printemps 1790.
Frank R. Hamlin et abbé André Cabrol, Les noms de lieux du département de l'Hérault : Dictionnaire Topographique et Étymologique, 1983, 415 p.  (ISBN 2-904624-00-7), lire en ligne archive), p. 327

## Histoire

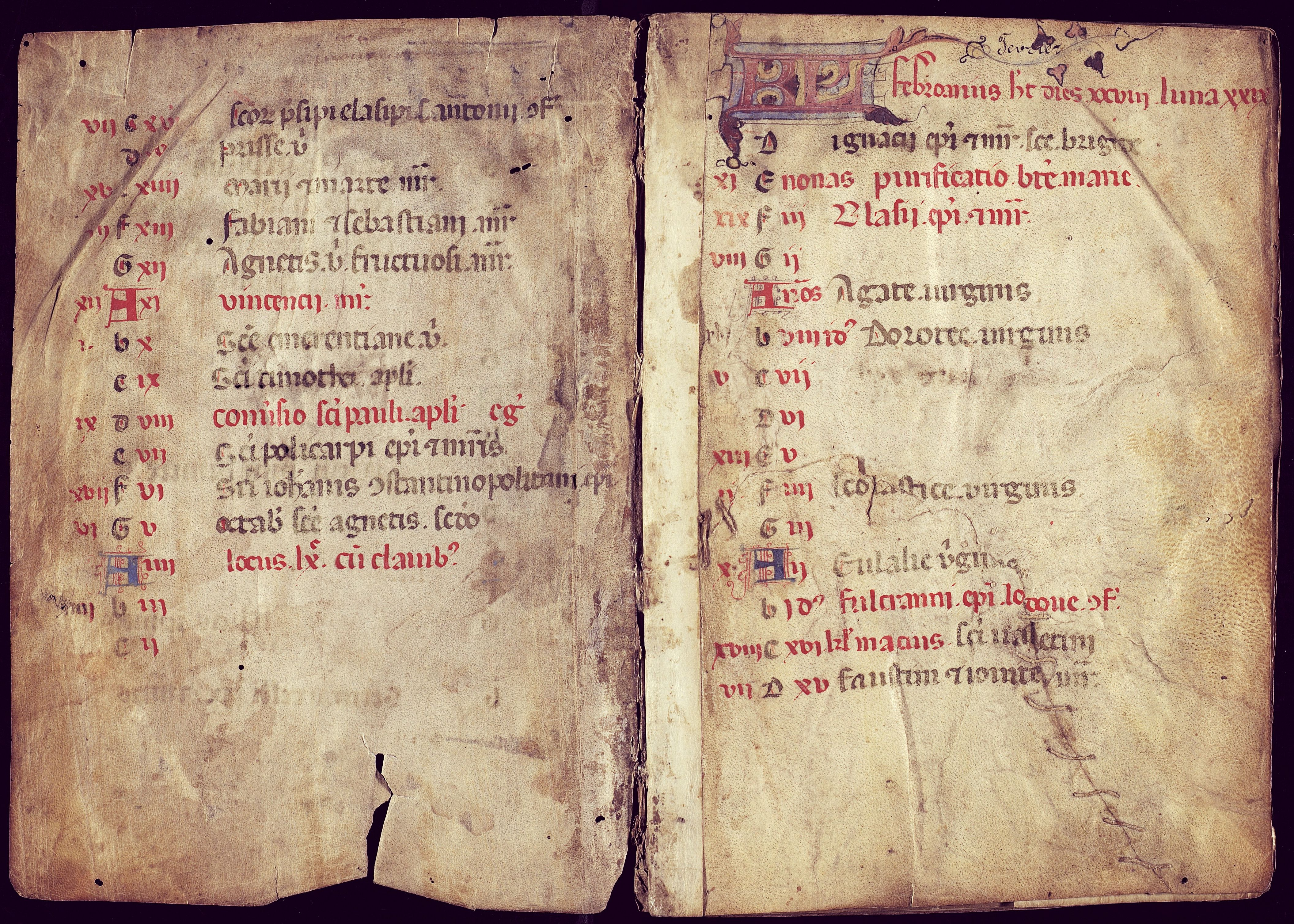
Calendrier julien. Leudaire de la juridiction de Clermont (XIV).

La commune de Clermont-l'Hérault est occupée depuis la Protohistoire : durant l'âge du fer (VIIIe – IIe siècle av. J.-C.), Clermont constitue avec « La Ramasse » l'un des principaux oppida de la Celtique méditerranéenne.
La ville actuelle est une création d’origine médiévale mais la présence humaine sur son territoire remonte à la Protohistoire.
Elle est située à un emplacement stratégique, au carrefour de voies de communication, d’une part entre le Massif Central et le littoral, et d’autre part entre la vallée du Rhône et la vallée de la Garonne (chemin de Vieille-Toulouse).

### Période antique
Les premières traces d’occupation ont été mises au jour sur la colline de la Ramasse, où a été découvert un oppidum gaulois, daté entre le VIe et le IIIe siècle avant notre ère. Il a été démontré que les populations locales commerçaient avec les colons grecs d’Agde. Clermont constitue avec « La Ramasse » l'un des principaux oppida de la Celtique méditerranéenne
Au Ier siècle av. J.-C., les Romains s’installent dans la plaine sur le site de Peyre-Plantade (le long de l’actuelle autoroute A75), en limite des cités de Béziers et de Lodève.
Cette « pierre plantée » indique l’existence d’un carrefour routier. Durant l’Antiquité, le territoire de Clermont était traversé par la voie romaine dite de « Cessero » à « Segodunum  » (de Saint-Thibéry à Rodez), qui drainait un important trafic de marchandises et de bestiaux.
Il existait alors une agglomération principale de cinq à six hectares ainsi qu'une zone habitée périphérique de 12 hectares. Les vestiges d'un établissement thermal ont été mis au jour par les équipes de l’Inrap.
Dans la périphérie de l’agglomération de Peyre-Plantade, les archéologues ont repéré plusieurs villas : à l’Estagnol (mosaïques) et autour de la colline de Gorjan (statuette de Diane, conservée au Musée Languedocien de Montpellier).

### Période médiévale
La ville actuelle de Clermont-l’Hérault a été fondée au début du XIIe siècle par une puissante famille aristocratique : les Guilhem, eux-mêmes issus du lignage carolingien des Deux Vierges.
Un acte du Cartulaire de Gellone, daté d’environ 1140, mentionne pour la première fois Clermont en tant que ville et marché. Il souligne sa vocation commerciale « via publica mercatorum Claromontensium euntium ad Ginnac » (le chemin public des marchands de Clermont allant à Gignac) grâce à sa situation géographique idéale pour le développement d’un commerce local.
Le premier château et la première église Saint-Paul sont bâtis à la même époque. À la fin du XIIe siècle, le seigneur Aimeric II de Clermont est l’un des plus puissants de la région. Il épouse une fille de Guilhem VII de Montpellier et devient un des fidèles du comte de Toulouse Raymond VI.
Même si la croisade contre les Albigeois ébranle leur pouvoir, les Guilhem de Clermont parviennent à conserver leurs domaines. Néanmoins, ils doivent se soumettre aux évêques de Lodève qui imposent progressivement leur suzeraineté sur Clermont au XIIIe siècle (à force d’excommunications !!!).
À partir de 1250, Clermont se reconfigure avec la transformation du château et l’édification de la ceinture de remparts et de tours. La ville connaît une certaine prospérité avec la production de draps, son marché et une foire annuelle.
Sur les berges du Rhône, s’installent des moulins à blé, des moulins drapiers et des tanneries.
Le chantier de l’église Saint-Paul actuelle, située hors les murs, s’ouvre vers 1275 et s’étalera durant 150 ans.
Dès la fin du XIIIe siècle, la ville s’accroît au-delà de son enceinte, autour des établissements monastiques : Bénédictines de Gorjan (à l’écart de la ville, à l’actuel hôpital), et Dominicains (près de l’Église Saint-Paul, sur les berges du Rhônel).
Les habitants obtiennent des seigneurs au XIIIe siècle des franchises, qu’ils perdent en 1242 à la suite d’une révolte, avant de les retrouver en 1347 (Transaction).
Le centre ancien conserve encore quelques immeubles édifiés au cours des XIVe et XVe siècles à l’abri des remparts (Hôtels rues Bozène et Filandière), témoignant de la prospérité économique de la ville, de même que l’achèvement de la construction de la nouvelle église Saint-Paul avec sa grande rosace unique en Languedoc (1424).

### Période moderne
Au XVIe siècle, Clermont-l’Hérault est le théâtre d’affrontements entre catholiques et protestants.
Pendant les guerres de Religion, l’église Saint-Paul est fortifiée, tandis que les couvents des Dominicains et des Bénédictines de Gorjan sont ruinés. La seigneuresse de Clermont, Aldonce de Bernuy, se convertit au calvinisme et Clermont devient place de sûreté au moment de l’Édit de Nantes.
Au XVIIe siècle, l’industrie drapière devient prédominante avec de riches marchands fabricants commerçant avec les Échelles du Levant. Colbert encourage la création de la manufacture royale de Villeneuve-les-Clermont (Villeneuvette) en 1673. Quelques manufactures s’établissent le long du ruisseau du Rhônel, ainsi que de nombreuses tanneries (principalement rue des Calquières).
Cet essor économique est favorisé par l’amélioration des voies de communication (route entre Pézenas et Lodève au XVIIIe siècle, Canal du Midi…).
Cette prospérité est perceptible par la construction de quelques belles demeures bourgeoises (Hôtel Martin, Hôtel dit « des Jacobins », maisons rue Liberté et rue Frégère…).

### Période contemporaine
Lors de la Révolution française, les citoyens de la commune se réunissent au sein de la société révolutionnaire, baptisée « société des amis de la liberté », créée en décembre 1790 et par réaction, une société contre-révolutionnaire se constitue en juillet 1791.
Au XIXe siècle, la ville connaît son apogée commercial et industriel basé sur le textile.
Les manufactures sont transformées en usines modernisées grâce aux machines à vapeur et aux métiers mécaniques. Cette industrie enrichit une bourgeoisie dynamique (familles Maistre, Delpon, Bruguière, Boissière, Verny, Ronzier Joly…).
La ville connaît alors de nombreux aménagements et embellissements, comme la percée de nouvelles rues et de promenades (rue René-Gosse, Allées Salengro, rues Lamartine, Michelet, Bara, Boulevard Gambetta…).
Avec l’arrivée du chemin de fer (construction de la gare en 1863), le négoce des vins et autres denrées se développe à son tour.
Fin XIXe siècle, Clermont s’étend vers l’est et le quartier de la gare devient le moteur économique de la ville. En témoignent quelques édifices de grands négociants : les établissements Lacombe, Salasc, Vernazobres…
Avec le déclin de l’industrie, la commercialisation des vins et du raisin de table (chasselas) occupe une grande place dans l’économie locale jusqu’aux années 1980, offrant des débouchés à une population des petits propriétaires exploitants.
Malgré la fin des activités drapières (années 1930), la ville reste un bourg-centre commercial important avec son marché hebdomadaire du mercredi.
La modernisation des équipements se prolonge tout au long du XXe siècle (l’adduction d’eau, l’arrivée du gaz puis de l’électricité et l’assainissement).
La ville ne cesse de s’étendre depuis la seconde moitié du XXe siècle avec l’apparition de nouveaux quartiers résidentiels (Cité Molinier, Quartier du Souc, de Bézerac, Fontenay, Oratoire, Fontainebleau…) et de zones industrielles et commerciales (Le Souc, Tanes Basses, Salamane).
Cette croissance démographique importante est liée à la proximité de la ville avec des grands axes de communication (A 75) et l’influence de l’aire urbaine de Montpellier qui lui permettent de se développer économiquement.
Les sites touristiques des alentours (Lac du Salagou, Cirque de Mourèze, ancienne manufacture de Villeneuvette,Lacoste,le Canyon du diable …) participent également à ce développement.

## Liste des Maires Clermontais

### 1reRépublique (1792-1804)
1800 – Raymond POUJOL

### 1erEmpire (1804-1814)
1807 et 1813 – Jean-Antoine MARTIN
Nomination en 1807 et le 23 mai 1813.

### 1reRestauration (1814-1815)
Novembre 1814 / Avril 1815 – Jacques Philippe DELPON

### Cent Jours (Mars/Juillet 1815)
12 avril 1815 – Jean-Antoine MARTIN

### 2deRestauration (1815-1830)
22 juillet 1815 – Jacques Philippe DELPON
22 octobre 1815 – Jean VERNY (décède le 27 juin 1818)
12 août 1818 – Joseph LENTHERIC

### Monarchie de Juillet (1830-1848)
18 août 1830 – Jean Noël LUGAGNE-DELPON (fils) nommé maire provisoire par le Sous-Préfet de Lodève
28 septembre 1830 – Jean Noël LUGAGNE-DELPON (père) remplace son fils non acceptant.
23 septembre 1832 - Amédée MARTIN (révoqué en 1833)
9 septembre 1833 - Denis-Benjamin MARREAUD
28 août 1837 - Jean-Hyacinthe DELPON (démissionne en 1843)
Propriétaire. Conseiller général 1833 / 1847.
28 novembre 1843 – Pierre Jacques Antoine COUZIN (démissionne en 1848)

### 2eRépublique (1848-1852)
20 avril 1848 – Télémaque ORTUS (démissionne en 1849). Négociant.

### Second Empire (1852-1870)
Octobre 1850 – Jules REY
Maire provisoire, imposé, puis maintenu par décret en vertu de la Constitution de 1852. Nommé Juge de Paix en 1853.
29 juillet 1854 – Omer ROQUEPLANE (démissionne en 1859)
16 mars 1859 – Etienne Prosper BRUGUIERE (démissionne en 1861).
Fabricant de draps.
10 octobre 1861 – Pierre-Jean Joseph RIFFIS-BONNEVILLE (démissionne en 1865)
Propriétaire.

### 3eRépublique (1870-1940)
20 septembre 1865 – Léon ROUQUET, nommé en 1865, puis élu en avril 1871, suspendu quelques mois en 1873*, relevé de ses fonctions en février 1874.
* « Suspendu pour 2 mois par arrêté de Mr le Préfet en date du 11 août 1873. La durée totale de sa suspension a été prolongée 3 mois par décret du Président de la République en date du 20 septembre 1873. A repris ses fonctions le 1er décembre 1873. » [Archives Municipales de Clermont-l’Hérault – 3D1]

#### 1erOrdre Moral
24 février 1874 – Louis BRUGUIERE- FONTENILLE
« Avocat. Nommé par décret du Président Mac-Mahon.
Démissionnaire à la suite de la circulaire du Ministre de l’Intérieur en date du 5 Mai 1876. »
Mai 1876 – Charles TEIL et Mr MALET
Conseillers Municipaux faisant fonction de Maire jusqu’à l’élection.
Juin 1876 – Léon ROUQUET
« Démissionne en 1877.
Nommé Président du Tribunal de Commerce. »
22 mars 1877 – Alphonse RONZIER JOLY (révoqué le 11 septembre 1877).
Docteur en médecine. Conseiller Général de 1870 à 1891.

#### 2eOrdre Moral
11 septembre 1877 – Victor RONZIER,
Nommé Président de la Commission Municipale par décret du Président Mac-Mahon. Puis révoqué.
2 janvier 1878 – Alphonse RONZIER JOLY (décède le 3 janvier 1891)
Docteur en médecine. Réélu en 1883.
Conseiller Général de 1870 à 1891.
7 Fév. 1891/1908 – Benjamin GUIRAUDOU
Remplace Alphonse RONZIER-JOLY à son décès, puis élu en 1892, 1896, 1900 et 1904.
Conseiller Général de 1883 à 1904.
1er mai 1908/1915 – Jules BALESTIER
Réélu en mai 1912. Il meurt le 15 janvier 1915.
Conseiller Général de 1904 à 1915.
15 janvier 1915 / 10 octobre 1919 – Victor GUIRAUD
« 1er Adjoint de Jules BALESTIER depuis décembre 1913. Il le remplace lors de ses absences (depuis juin 1914). Puis, à son décès le 15 Janvier 1915, il continuera à assurer les fonctions de Maire jusqu’en 1919 (en tant qu’« Adjoint faisant fonction de Maire » [Archives Municipales de Clermont-l’Hérault – 3D1]). »
7 décembre 1919 / Décembre 1940 – Léon RONZIER JOLY
Médecin. Réélu le 3 mai 1925, le 12 mai 1929 et le 12 mai 1935.
Conseiller Général de 1919 à 1940.
Destitué par le régime de Vichy en décembre 1940.
Décembre 1940 / Août 1944 – Paul BARRAL
« Avocat. Président de la Délégation spéciale de Vichy nommée par le Préfet. Occupe les fonctions de Maire. Nommé Conseiller Départemental en 1942 jusqu’en 1945. »

### 4eRépublique (1946-1958)
Août 1944 / Octobre 1947 Benjamin GAUZY
Président de la Délégation spéciale de la Libération (jusqu’en mai 1945), puis élu le 13 mai 1945 jusqu’en 1947.

### 5eRépublique (1958-…)
26 octobre 1947 / Mars 1971 – Jean ROUAUD
Courtier en vins. Réélu le 3 mai 1953, le 15 mars 1959 et le 21 mars 1965.
Conseiller Général de 1949 à 1969.
21 mars 1971 / Mars 2001 – Marcel VIDAL
Viticulteur. Réélu le 20 mars 1977, le 13 mars 1983, le 19 mars 1989 et le 18 juin 1995.
Conseiller Général de 1967 à 2004.
Sénateur de 1980 à 2006.
18 mars 2001 / Mars 2014- Alain CAZORLA
Cadre (La Poste). Réélu le 16 mars 2008.
Conseiller Général de 2004 à 2015.
Président de la Communauté de Communes du Clermontais.
30 mars 2014 / Juin 2020 - Salvador RUIZ
Professeur.
28 juin 2020 /… - Gérard BESSIERE
Haut Fonctionnaire (Ministère de la Jeunesse et des Sports).
Source : Archives municipales de Clermont-l’Hérault (notamment les documents côtés en 3D1)

## Démographie
| 1793  | 1800  | 1806  | 1821  | 1831  | 1836  | 1841  | 1846  | 1851  |
| ----- | ----- | ----- | ----- | ----- | ----- | ----- | ----- | ----- |
| 4 888 | 5 224 | 5 694 | 5 837 | 6 199 | 6 582 | 6 294 | 6 134 | 6 180 |

| 1856  | 1861  | 1866  | 1872  | 1876  | 1881  | 1886  | 1891  | 1896  |
| ----- | ----- | ----- | ----- | ----- | ----- | ----- | ----- | ----- |
| 6 232 | 6 405 | 6 050 | 5 870 | 5 964 | 5 450 | 5 191 | 5 079 | 5 083 |

| 1901  | 1906  | 1911  | 1921  | 1926  | 1931  | 1936  | 1946  | 1954  |
| ----- | ----- | ----- | ----- | ----- | ----- | ----- | ----- | ----- |
| 5 280 | 5 140 | 5 177 | 5 381 | 5 616 | 5 657 | 5 426 | 5 195 | 5 314 |

| 1962  | 1968  | 1975  | 1982  | 1990  | 1999  | 2006  | 2008  | 2013  |
| ----- | ----- | ----- | ----- | ----- | ----- | ----- | ----- | ----- |
| 5 538 | 6 209 | 5 482 | 5 926 | 6 041 | 6 532 | 7 214 | 7 395 | 8 322 |

| 2018  | 2022  | - | - | - | - | - | - | - |
| ----- | ----- | - | - | - | - | - | - | - |
| 8 962 | 9 372 | - | - | - | - | - | - | - |

## Économie

### Revenus
En 2018, la commune compte 4 172 ménages fiscaux, regroupant 8 967 personnes. La médiane du revenu disponible par unité de consommation est de 17 870 € (20 330 € dans le département). 36 % des ménages fiscaux sont imposés (45,8 % dans le département).

### Emploi
|                | 2008   | 2013   | 2018   |
| -------------- | ------ | ------ | ------ |
| Commune        | 11,4 % | 14,6 % | 16,1 % |
| Département    | 10,1 % | 11,9 % | 12 %   |
| France entière | 8,3 %  | 10 %   | 10 %   |

En 2018, la population âgée de 15 à 64 ans s'élève à 5 181 personnes, parmi lesquelles on compte 71,5 % d'actifs (55,4 % ayant un emploi et 16,1 % de chômeurs) et 28,5 % d'inactifs,. Depuis 2008, le taux de chômage communal (au sens du recensement) des 15-64 ans est supérieur à celui de la France et du département.
La commune fait partie de la couronne de l'aire d'attraction de Montpellier, du fait qu'au moins 15 % des actifs travaillent dans le pôle,. Elle compte 4 753 emplois en 2018, contre 4 445 en 2013 et 4 052 en 2008. Le nombre d'actifs ayant un emploi résidant dans la commune est de 2 939, soit un indicateur de concentration d'emploi de 161,7 % et un taux d'activité parmi les 15 ans ou plus de 51,8 %.
Sur ces 2 939 actifs de 15 ans ou plus ayant un emploi, 1 344 travaillent dans la commune, soit 46 % des habitants. Pour se rendre au travail, 80,6 % des habitants utilisent un véhicule personnel ou de fonction à quatre roues, 3,6 % les transports en commun, 11,7 % s'y rendent en deux-roues, à vélo ou à pied et 4,1 % n'ont pas besoin de transport (travail au domicile).

### Activités hors agriculture

#### Secteurs d'activités
1 204 établissements sont implantés à Clermont-l'Hérault au 31 décembre 2019. Le tableau ci-dessous en détaille le nombre par secteur d'activité et compare les ratios avec ceux du département,.
| Secteur d'activité                                                                                        | Commune | Commune | Département |
| Secteur d'activité                                                                                        | Nombre  | %       | %           |
| --- | ------- | ------- | ----------- |
| Ensemble                                                                                                  | 1 204   | 100 %   | (100 %)     |
| Industrie manufacturière, industries extractives et autres                                                | 80      | 6,6 %   | (6,7 %)     |
| Construction                                                                                              | 129     | 10,7 %  | (14,1 %)    |
| Commerce de gros et de détail, transports, hébergement et restauration                                    | 356     | 29,6 %  | (28 %)      |
| Information et communication                                                                              | 23      | 1,9 %   | (3,3 %)     |
| Activités financières et d'assurance                                                                      | 49      | 4,1 %   | (3,2 %)     |
| Activités immobilières                                                                                    | 64      | 5,3 %   | (5,3 %)     |
| Activités spécialisées, scientifiques et techniques et activités de services administratifs et de soutien | 176     | 14,6 %  | (17,1 %)    |
| Administration publique, enseignement, santé humaine et action sociale                                    | 213     | 17,7 %  | (14,2 %)    |
| Autres activités de services                                                                              | 114     | 9,5 %   | (8,1 %)     |

Le secteur du commerce de gros et de détail, des transports, de l'hébergement et de la restauration est prépondérant sur la commune puisqu'il représente 29,6 % du nombre total d'établissements de la commune (356 sur les 1204 entreprises implantées à Clermont-l'Hérault), contre 28 % au niveau départemental.

#### Entreprises et commerces
Les cinq entreprises ayant leur siège social sur le territoire communal qui génèrent le plus de chiffre d'affaires en 2020 sont :
- Nigautan, hypermarchés (23 597 k€)
- Diffusion Automobile Clermontaise - Dac, commerce de voitures et de véhicules automobiles légers (12 363 k€)
- Celestin Materiaux, commerce de gros (commerce interentreprises) de bois et de matériaux de construction (9 239 k€)
- Le Marcory, construction d'autres bâtiments (9 208 k€)
- Comptoir Agricole Leon Valette Et Cie, commerce de gros (commerce interentreprises) de produits chimiques (6 457 k€)

Clermont-l'Hérault est place commerciale d'envergure au cœur de l'Hérault, accueillant plus de 800 entreprises. Le marché du mercredi et le tourisme avec le camping du lac du Salagou sont des moteurs pour l'économie clermontaise.
Le marché du mercredi matin existe depuis le Moyen Âge. Une centaine de commerçants s'y retrouve pour proposer des produits locaux et alimentaires, vêtements et fleurs, etc.
En 2012, un important centre logistique de Système U est créé, recrutant plus de 100 emplois temps plein et 50 saisonniers.
Malgré ces atouts, le taux de chômage est au-dessus des 20 %, avec un taux à 20,5 % en 2014.

### Agriculture
La commune est dans le « Soubergues », une petite région agricole occupant le nord-est du département de l'Hérault. En 2020, l'orientation technico-économique de l'agriculture  sur la commune est la viticulture.
|               | 1988  | 2000  | 2010 | 2020 |
| ------------- | ----- | ----- | ---- | ---- |
| Exploitations | 274   | 157   | 130  | 49   |
| SAU (ha)      | 1 076 | 1 166 | 812  | 747  |

Le nombre d'exploitations agricoles en activité et ayant leur siège dans la commune est passé de 274 lors du recensement agricole de 1988  à 157 en 2000 puis à 130 en 2010 et enfin à 49 en 2020, soit une baisse de 82 % en 32 ans. Le même mouvement est observé à l'échelle du département qui a perdu pendant cette période 67 % de ses exploitations,. La surface agricole utilisée sur la commune a également diminué, passant de 1 076 ha en 1988 à 747 ha en 2020. Parallèlement la surface agricole utilisée moyenne par exploitation a augmenté, passant de 4 à 15 ha.

### Jumelages
Clermont-l'Hérault est jumelée avec :
- San Gimignano (Italie)
- Gauting (Allemagne)
- Patchway (Grande-Bretagne)

## Culture locale et patrimoine

### Lieux et monuments
- La Eglise Saint-Paul de Clermont-l'Hérault (XIVe et XVe siècles), belle élévation intérieure et présence de bas-côtés, chose rare dans le gothique méridional. Grande rosace en façade. L'édifice a été classé au titre des monuments historiques en 1840[62]. De nombreux objets sont référencés dans la base Palissy (voir les notices liées)[62].
- Chapelle Notre-Dame du Peyrou. (XIVe siècle). L'édifice a été classé au titre des monuments historiques en 1990[63].
- Église Saint-Dominique du couvent des dominicains ou Chapelle des Pénitents de Clermont-l'Hérault. L'édifice a été inscrit au titre des monuments historiques en 1939[64].
- Chapelle du couvent des Récollets de Clermont-l'Hérault. L'édifice a été inscrit au titre des monuments historiques en 2007[65].
- Chapelle Notre-Dame de Gorjan de Clermont-l'Hérault.
- Chapelle Notre-Dame-de-Consolation de Clermont-l'Hérault.
- Temple de l'Église protestante unie de France de Clermont-l'Hérault.
- Oppidum de la Ramasse[66] ;
- Le château des Guilhem ;
- Tour de Bassolhe des anciens remparts ;
- Le monument aux morts : il s'agit d'un cénotaphe avec à l'intérieur un gisant veillé par une femme nue, a priori une danseuse de cabaret des années 1920. Les interprétations sont multiples et compte tenu de la personnalité du sculpteur Paul Dardé, cette provocation semble l'expression d'une révolte qui rattache cette œuvre aux monuments aux morts pacifistes ;
- Grange Verny.

À proximité
- Lac du Salagou ;
- Cirque de Mourèze.

## Galerie

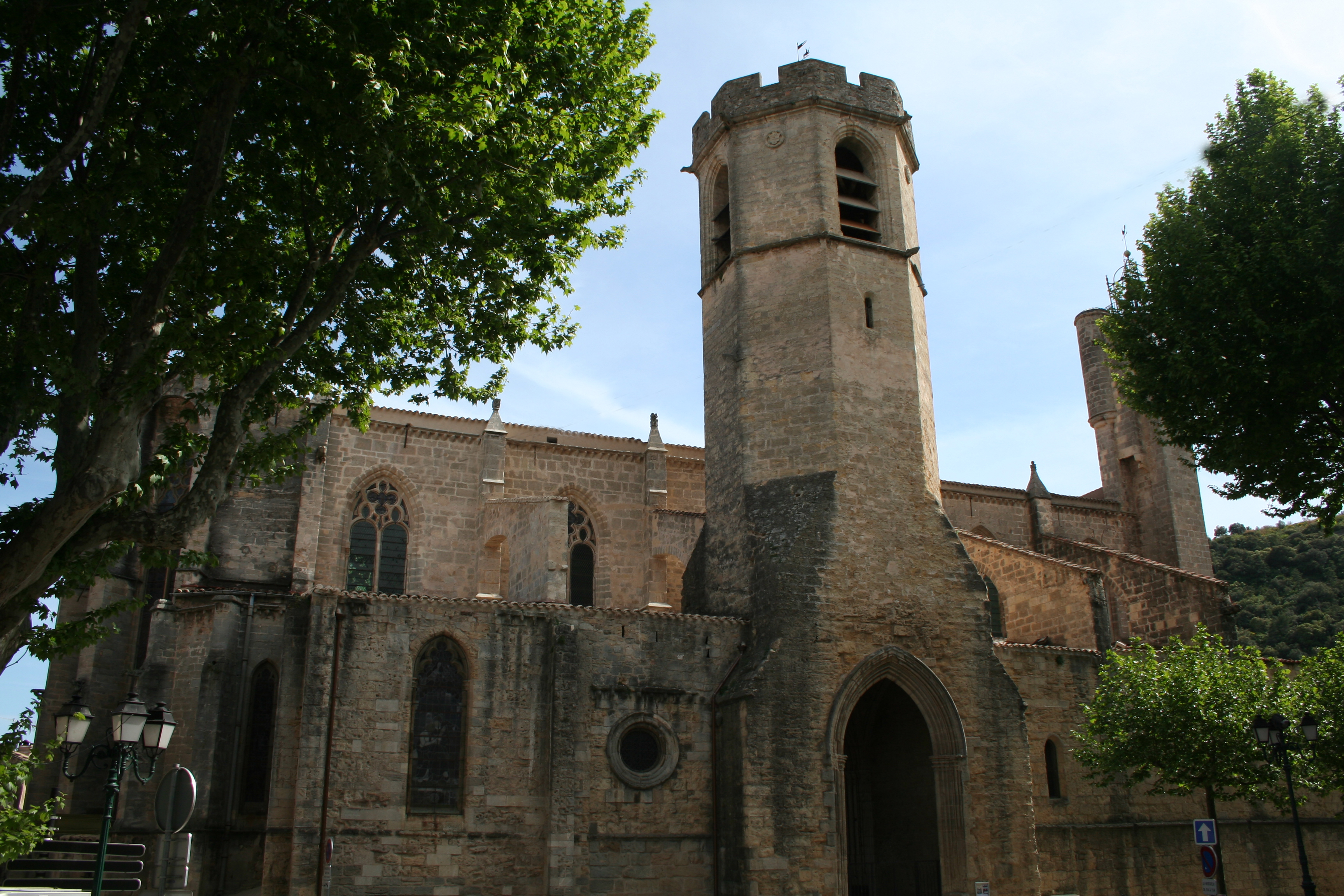
La façade nord de l'église Saint-Paul.
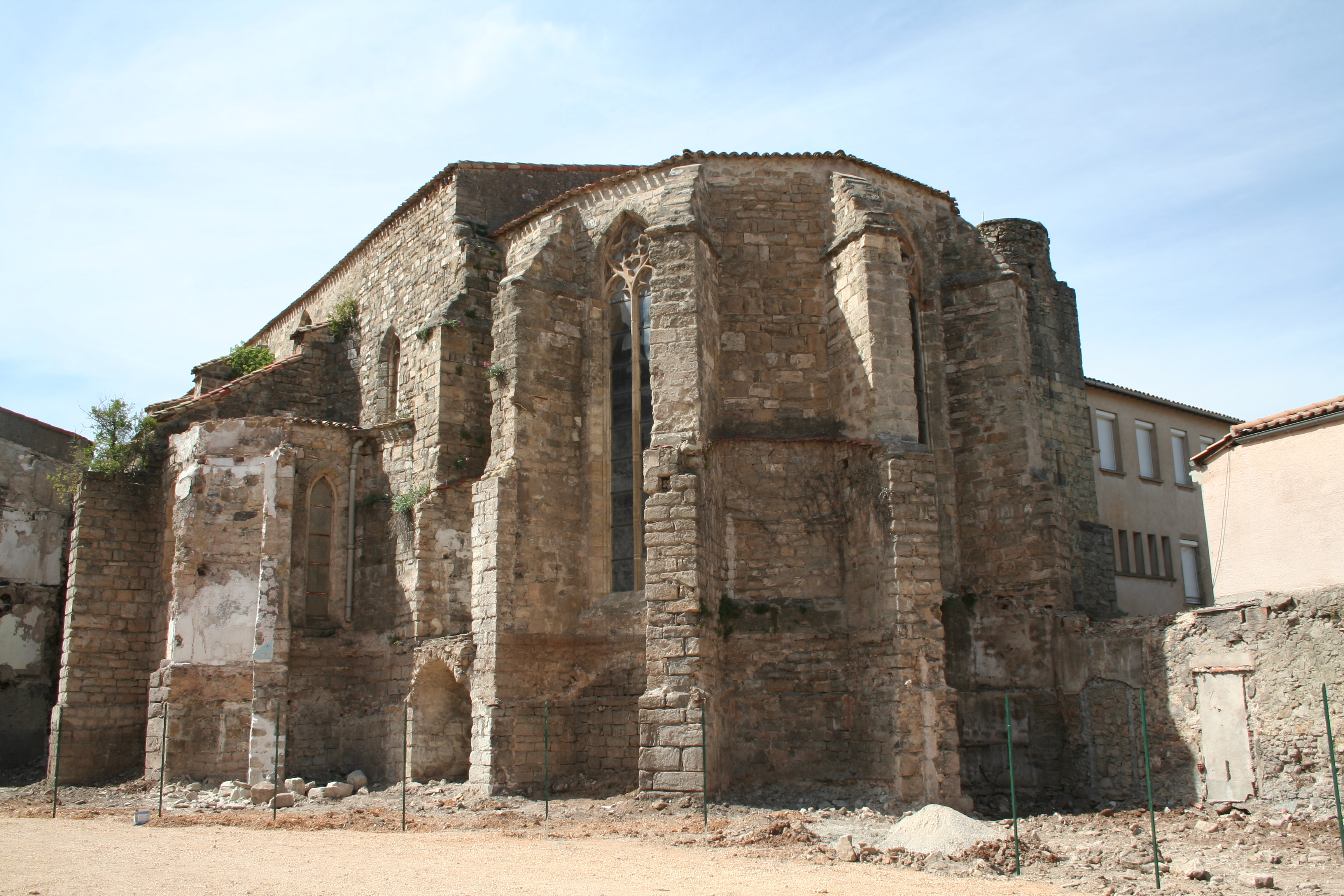
Chapelle des Dominicains.
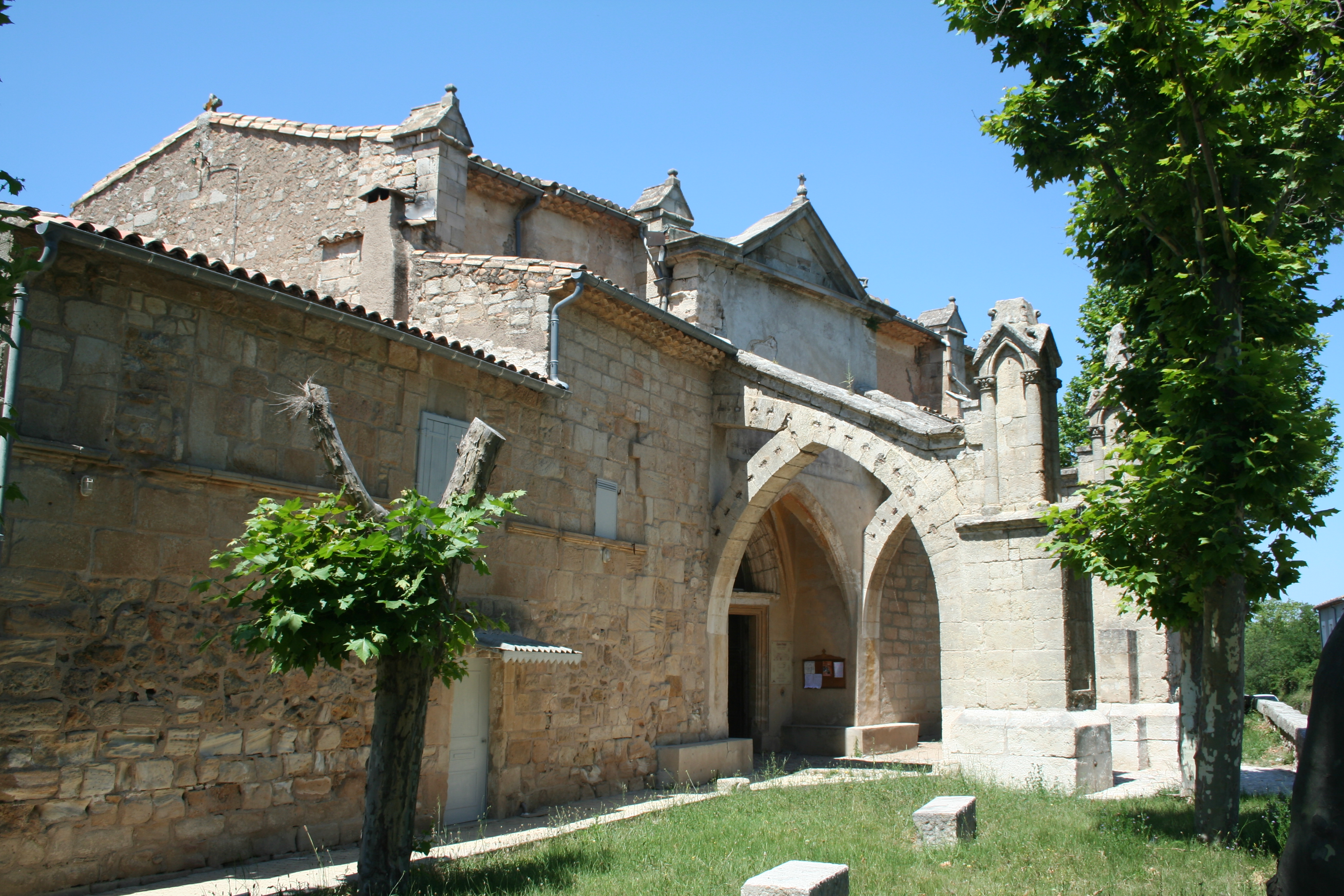
Chapelle de Notre-Dame du Peyrou.
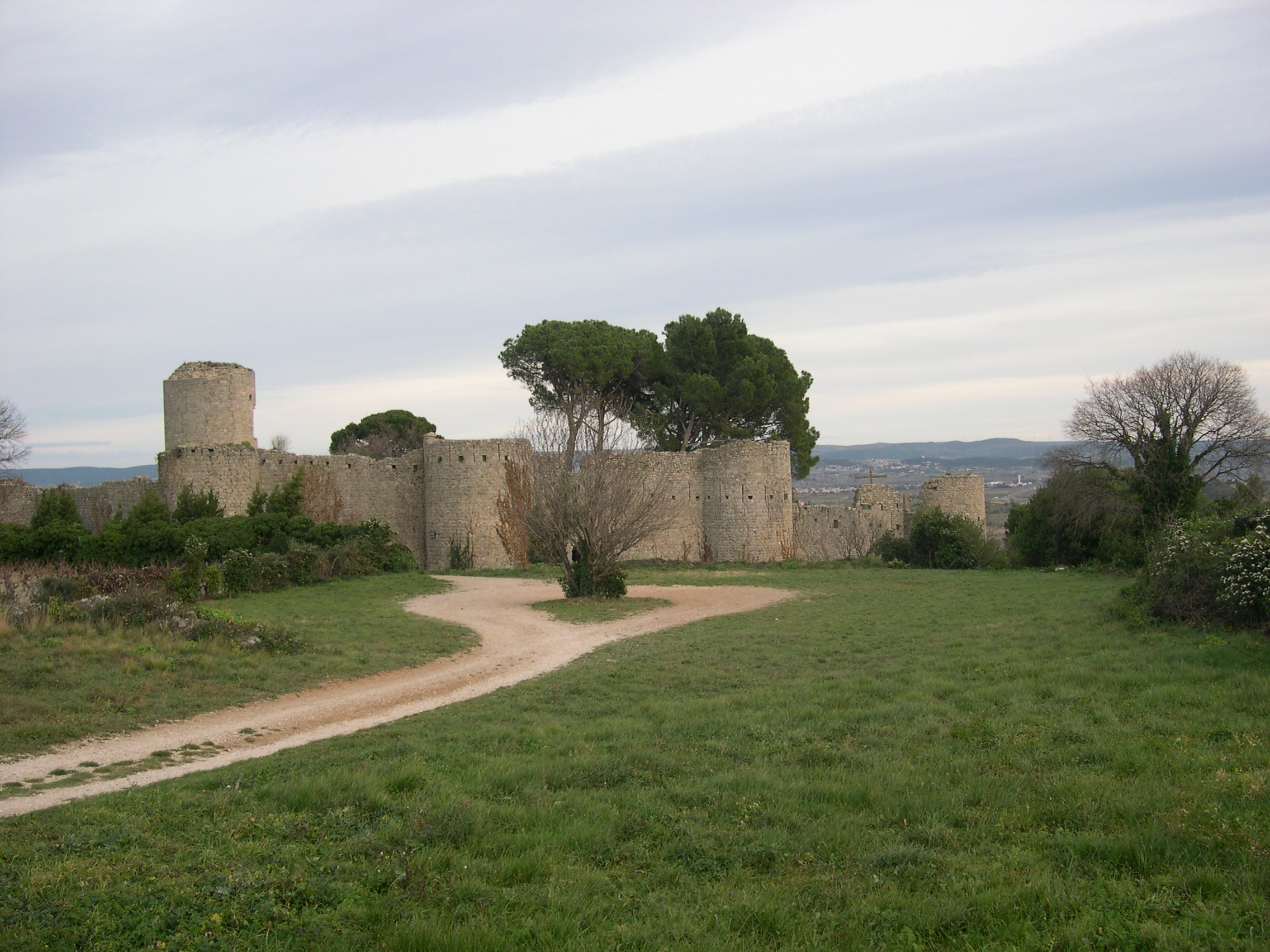
Château des Guilhem.

## Personnalités liées à la commune
- Raymond Guilhem de Budos (? - 1363), neveu de Clément V, seigneur de Clermont, Lodève, Budos, Beaumes-de-Venise, Bédoin, Caromb, Entraigues, Loriol et Mormoiron, gouverneur de Bénévent, maréchal de la Cour pontificale et recteur du Comtat Venaissin de 1310 à 1317.
- Thomas Verny (1726-1808), juriste et homme politique, député aux États généraux de 1789.
- Jules Boissière (1863-1897), écrivain et journaliste.
- Charles Delpon de Vissec (1835-1894), préfet du Morbihan (1871), d'Ille-et-Vilaine (1873), de la Dordogne (1876) et de Seine-et-Oise (1877).
- Jean-Antoine Peyrottes (1813-1858), poète et potier occitan.
- Gustave Delpon (1817-1894), écrivain et journaliste non conformiste.
- Jean Delpon (1773-1847), maire de Clermont-l'Hérault en 1837.
- René Gosse (1883-1943), mathématicien et résistant né dans la commune
- Saturnin Léotard (1835-1912), poète, nouvelliste, libraire, imprimeur.
- Jean-Joseph Ernest Martin  (1833-1897), historien de la ville de Lodève.
- Gabriel Alphaud (1879-?), écrivain et journaliste né le 30 juillet 1879 à Clermont-l'Hérault.
- Fernand Mery (1897-1983), vétérinaire.
- Dominique Garcia (1962-), archéologue, professeur des universités, président de l'Institut national de recherches archéologiques préventives (Inrap), y est né.
- René Ginouvès (1926-1994), archéologue clermontais, inhumé au cimetière de Clermont-l'Hérault.
- Marie Sagnier (1898-1996), Juste parmi les nations.
- Eugène Benjamin Selmy (1874-1945), artiste peintre.
- Famille Bec, 5 frères : Justin (1900-1977), Albert (1910-1984), Joseph (1914-1986), Paul (1917-1987), Émile (1921-2005), fondateurs de l'entreprise du même nom. Leur histoire est racontée dans L’Œuvre des Frères Bec, écrit par André Bec & Martine Pilate, Éditions Les Presses Littéraires (avril 2009).
- Roland Leroy (1926-2019), homme politique, plusieurs fois député du Parti communiste français et domicilié à Clermont-l'Hérault.

## Cinéma
- En 2015, des scènes du film La Belle Saison de Catherine Corsini ont été tournées à Clermont-l'Hérault ;
- En avril 2016, une grande partie du téléfilm Tuer un homme d'Isabelle Czajka a été tournée dans la ville, notamment rue du Doyen-René-Gosse[67].

## Héraldique
|  | Les armoiries de Clermont-l'Hérault se blasonnent ainsi : d'argent à la fasce de gueules accompagnée de deux mouchetures d'hermines en chef et d'un tourteau aussi de gueules en pointe, au chef d'azur chargé de deux fleurs de lys d'or. |